# Уилсон (округ, Северная Каролина)
Округ Уилсон (англ. Wilson County) располагается в штате Северная Каролина, США. Официально образован в 1855 году. По состоянию на 2010 год, численность населения составляла 81 234 человека.

## География
По данным Бюро переписи США, общая площадь округа равняется 968,661 км², из которых 960,891 км² суша, и 3,000 км², или 0,850 % — это водоемы.

## Население
По данным переписи населения 2000 года в округе проживает 73 814 жителей в составе 28 613 домашних хозяйств и 19 771 семей. Плотность населения составляет 77 человек на км². На территории округа насчитывается 30 729 жилых строений, при плотности застройки около 32 строений на км². Расовый состав населения: белые — 55,83 %, афроамериканцы — 39,33 %, коренные американцы (индейцы) — 0,27 %, азиаты — 0,42 %, гавайцы — 0,02 %, представители других рас — 3,21 %, представители двух или более рас — 0,92 %. Латиноамериканцы составляли 6,04 % населения независимо от расы.
В составе 31,90 % из общего числа домашних хозяйств проживают дети в возрасте до 18 лет, 48,10 % домашних хозяйств представляют собой супружеские пары, проживающие вместе, 16,50 % домашних хозяйств представляют собой одиноких женщин без супруга, 30,90 % домашних хозяйств не имеют отношения к семьям, 26,40 % домашних хозяйств состоят из одного человека, 10,20 % домашних хозяйств состоят из престарелых (65 лет и старше), проживающих в одиночестве. Средний размер домашнего хозяйства составляет 2,51 человека, и средний размер семьи — 3,03 человека.
Возрастной состав округа: 25,60 % моложе 18 лет, 9,10 % от 18 до 24, 28,80 % от 25 до 44, 23,60 % от 45 до 64 и 23,60 % от 65 и старше. Средний возраст жителя округа 36 лет. На каждые 100 женщин приходится 91,30 мужчин. На каждые 100 женщин старше 18 лет приходится 87,20 мужчин.
Средний доход на домохозяйство в округе составлял 33 116 USD, на семью — 41 551 USD. Среднестатистический заработок мужчины был 30 364 USD против 21 997 USD для женщины. Доход на душу населения составлял 17 102 USD. Около 13,80 % семей и 18,50 % общего населения находились ниже черты бедности, в том числе — 24,70 % молодежи (тех, кому ещё не исполнилось 18 лет) и 21,30 % тех, кому было уже больше 65 лет.